# ウィリアム・オルヴィス
ウィリアム・オルヴィス（William Olvis、1958年 - 2014年5月6日）はアメリカ合衆国の作曲家。映画やテレビドラマの音楽を製作していた。

## 参加作品
- 多重人格
- 悪魔たち、天使たち
- ドクター・クイン　大西部の女医物語
- メジャーリーグをぶっ飛ばせ！
- レッドロック／裏切りの銃弾
- 奇跡が降る街
- 仕組まれた男
- フォース・ストーリー／危険な誘惑
- レッド・テキサス
- もういちど殺して
- フィニッシュ・ライン
- マッドタウン